# Lithophane vanduzeei
Lithophane vanduzeei là một loài bướm đêm trong họ Noctuidae.